# 贡纳尔·奥尔松 (1960年)
贡纳尔·奥尔松（瑞典語：Gunnar Olsson，1960年4月26日—），瑞典男子皮划艇运动员。他曾代表瑞典参加1988年和1992年夏季奥林匹克运动会皮划艇比赛，其中1992年奥运会获得一枚银牌。